# Supercoppa di Spagna 2022 (hockey su pista)
La Supercoppa di Spagna 2022 è stata la 19ª edizione dell'omonima competizione spagnola di hockey su pista. Il torneo ha avuto luogo dal 2 al 3 settembre 2022. A conquistare il titolo è stato il Barcellona per la dodicesima volta nella sua storia superando in finale il Reus Deportiu.

## Squadre partecipanti
| Club            | Qualificazione                                | Partecipazioni precedenti (il grassetto indica la vittoria)                                                |
| --------------- | --------------------------------------------- | --- |
| Deportivo Liceo | Vincitore dell'Ok Liga.                       | 2004, 2013, 2014, 2015, 2016, 2017, 2018, 2019, 2020, 2021                                                 |
| Reus Deportiu   | 4º posto in Ok Liga, finale dei play-off.     | 2006, 2007, 2011, 2013, 2014, 2016, 2017, 2018, 2019, 2020                                                 |
| Barcellona      | Detentore della Coppa del Re.                 | 2004, 2005, 2006, 2007, 2008, 2009, 2010, 2011, 2012, 2013, 2014, 2015, 2016, 2017, 2018, 2019, 2020, 2021 |
| Noia            | 3º posto in Ok Liga, semifinale dei play-off. | 2008, 2012, 2018, 2020, 2021                                                                               |

## Risultati

### Semifinali
| Olot 2 settembre 2022, ore 18:30 CEST | Deportivo Liceo | 2 – 4 referto | Reus Deportiu | Pavelló d’Esports |

| Olot 2 settembre 2022, ore 21:00 CEST | Barcellona | 6 – 3 referto | Noia | Pavelló d’Esports |

### Finale
| Olot 3 settembre 2022, ore 20:45 CEST | Barcellona | 4 – 0 referto | Reus Deportiu | Pavelló d’Esports |